# کیلیان گرانت
کیلیان گرانت (انگلیسی: Kilian Grant؛ زادهٔ ۱۸ مهٔ ۱۹۹۴) بازیکن فوتبال اهل اسپانیا است.
از باشگاه‌هایی که در آن بازی کرده‌است می‌توان به باشگاه فوتبال اسپانیول و باشگاه فوتبال رئال ساراگوسا اشاره کرد.